# Michael Schreckenberg (Autor)

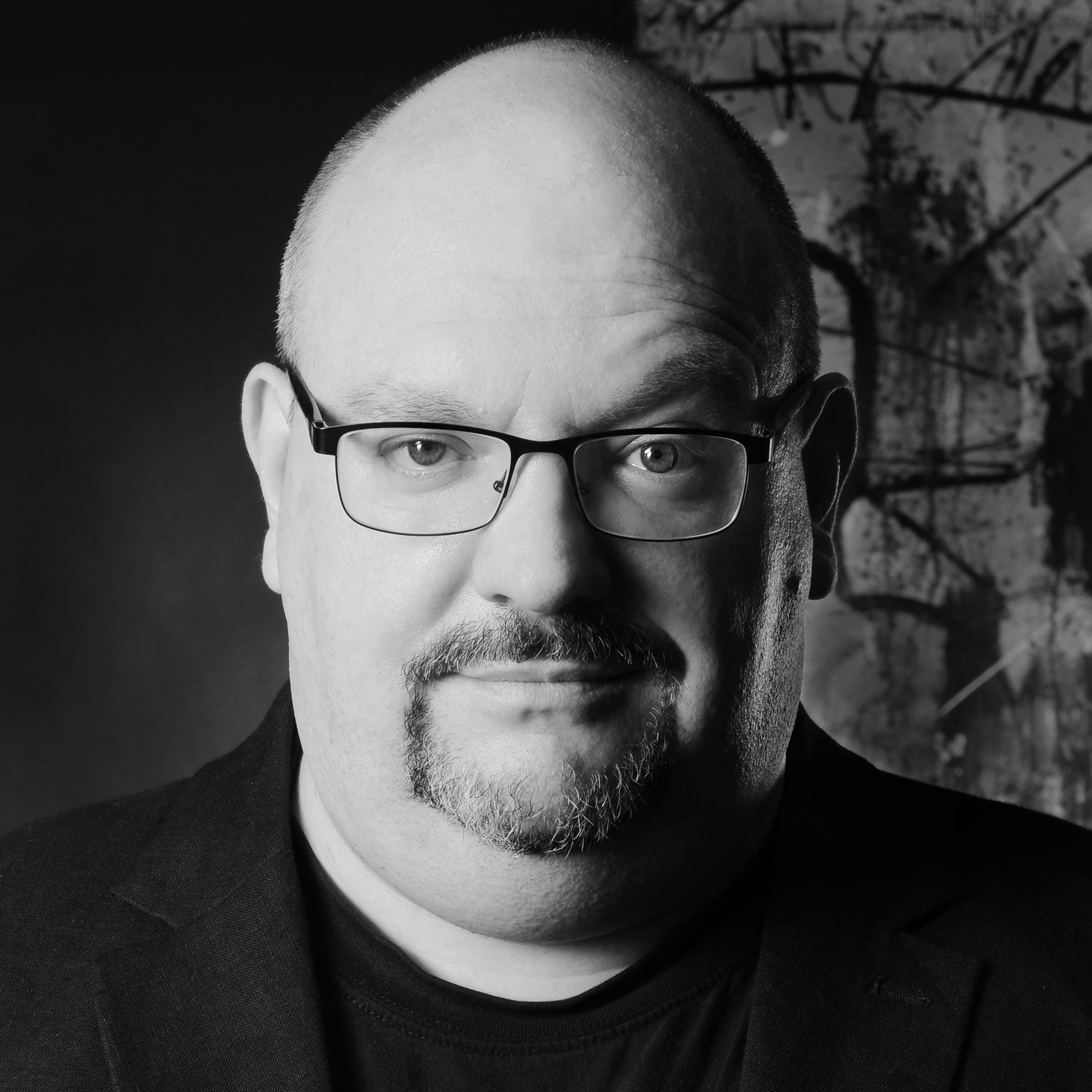
Michel Schreckenberg (2022)

Michael Schreckenberg (* 8. Mai 1971 in Langenfeld) ist ein deutscher Horror-, Krimi- und Phantastikautor.

## Leben
Schreckenberg wurde 1971 in Langenfeld als einziger Sohn seiner Eltern geboren. Nach dem Studium der Geschichte, Philosophie und Politikwissenschaften an der Universität Wuppertal arbeitete er als Journalist und  PR-Berater. Sein Debütroman Der Finder erschien 2010 in einer Kooperation des JUHR- und des Gardez!-Verlages.
Neben Romanen und Kurzgeschichten schrieb er Songtexte für die Psychobilly Band The Boozehounds und arbeitet als Drehbuchautor für das deutsche Fernsehen.
Schreckenberg lebt mit seiner Frau und drei Kindern in Leverkusen.

## Auszeichnungen und Preise
2013 fand sich Der Wandernde Krieg – Sergej auf der Shortlist für den SERAPH als Bester Phantastischer Roman des Jahres 2012. 2016 kam er mit seinem Roman Nomaden auf die Shortlist des SERAPH für das beste Buch 2015.
2017 war Schreckenberg Mitglied der Jury für den Friedrich-Glauser-Preis in der Sparte "Debütroman".

## Werke

### Drehbuch
Spukhaus. Episode der ZDF-Serie „Heldt“, Staffel 6, Erstausstrahlung 2018 (mit Sarah Wassermair)
Der Mann aus Wien. Episode der ZDF-Serie „Heldt“, Staffel 7, Erstausstrahlung 2019 (mit Sarah Wassermair)
Die Zuflucht. Episode der ZDF-Serie „Heldt“, Staffel 8, Erstausstrahlung 2020 (mit Sarah Wassermair)
Krankenhausreif. Serienfinale der ZDF-Serie „Heldt“, Staffel 8, Erstausstrahlung 2021

### Romane
- Der Finder. JUHRVerlag, Wipperfürth und Gardez! Verlag, Remscheid 2010, ISBN 978-3-89796-221-7
- Der Ruf. Amazon Kindle-Edition 2011 (E-Book).
- Die Träumer. JUHRVerlag, Wipperfürth und Gardez!Verlag, Remscheid 2011, ISBN 978-3-89796-230-9
- Der wandernde Krieg – Sergej. JUHRVerlag, Wipperfürth 2012, ISBN 978-3-942625-11-1
- Nomaden. JUHRVerlag, Wipperfürth 2015, ISBN 978-3942625173

### Kurzgeschichten
- September 2011: Schneesturm. In: Mord im Dreieck. JUHRVerlag / Gardez!Verlag[11]
- Juni 2013: Saison ist doch immer. In: Sonne Mord und Ferne. Viaterra Verlag
- September 2013: Puppenbrunnen. In: Mörderisch Bergisch. JUHRVerlag / Gardez!Verlag
- Oktober 2013: Die Wahrheit über den König. In: Zauberhafte Welten. Oldigor Verlag
- Oktober 2014: BÄM! In: Mörderisch Bergisch 2. JUHRVerlag / Gardez!Verlag
- Oktober 2014: Eukalyptusbonbon. In: Mordswind. JUHRVerlag / Gardez!Verlag
- September 2015: Der Schwarze. In: Mordsbrocken. JUHR Verlag/Gardez!Verlag
- Oktober 2015: Vasilisa. In: Morde und andere Gemeinheiten. JUHRVerlag
- September 2016: Die Schweine von Wiehl. In: Tote und andere Entdeckungen. JUHRVerlag
- September 2017: Das Kräuterweiblein. In: Verbrechen und andere Leidenschaften. JUHRVerlag
- November 2017: Die Sturmglocke. In: Die Sturmglocke. Gardez!Verlag
- September 2019: Die Toten vom Bruch. In: Die gruseligsten Orte in Köln. Gmeiner-Verlag

### Bühne
Dezember 2015: Es muss sein – Musikalische Erzählung (mit Sarah Wassermair)
Uraufführung: Dezember 2015 „Wunschkonzert“ in Haag am Hausruck, Österreich
Aufführung: Februar 2017: „Land und Wille“, Brucknerhaus Linz, Österreich
Sprecher: Christian Brückner